# Simón de Trento
Simón de Trento (Trento, 1472- marzo de 1475) tradicionalmente conocido como San Simonino fue un niño fallecido durante la Pascua de 1475, venerado como beato por la Iglesia católica hasta el 28 de octubre de 1965.
Su historia se relaciona con las persecuciones sufridas por las comunidades judías a raíz del llamado «libelo de sangre», por el cual se acusaba a los judíos del asesinato ritual de niños cristianos.

## Los hechos

### Los judíos de Trento
En la época, Trento era un principado obispal dentro del Sacro Imperio; su gobernante era el príncipe-obispo Johannes Hinderbach. 
La comunidad judía local estaba formada por tres familias encabezadas por Samuel de Núremberg (quien se había establecido en 1461), Tobías y Engel; formaban un grupo aparte respecto de los demás habitantes de Trento, distinguiéndose por el ejercicio de sus profesiones y su relativa riqueza. Samuel era prestamista y Tobías, médico. La propiedad de Samuel era extensa, incluyendo un salón que funcionaba como sinagoga y un depósito de agua que también se usaba para baños rituales y se abastecía de agua desde un canal que corría debajo de la propiedad; en la zona de la actual Piazza della Mostra.
El príncipe-obispo había renovado el permiso de la comunidad judía para residir y ejercer sus profesiones en Trento unos años antes, en 1469; sin embargo, en marzo de 1475, un predicador franciscano itinerante, Bernardino de Feltre, había llegado a Trento y pronunciado una serie de sermones contra la usura en los cuales, como era costumbre, vilipendiaba a la comunidad hebrea.

### La desaparición de Simón
Lo sucedido ha sido reconstruido a partir de un estudio cuidadoso de los registros del juicio realizado por el historiador estadounidense Ronnie Hsia. Simón había nacido probablemente en noviembre de 1472, hijo de Andrea Unverdorben, curtidor que trabajaba en Trento, en el distrito de Fossato, y de su esposa, María.Cuando tenía unos dos años y medio, el pequeño Simón desapareció alrededor de las cinco de la tarde del jueves 23 de marzo de 1475. Al día siguiente, Viernes Santo, el padre de Simón se acercó al obispo Hinderbach para pedirle ayuda para encontrar a su hijo desaparecido.  El alcalde (podestà), Giovanni de Salis, de Brescia, organizó la búsqueda; durante dos días, la familia y los vecinos de Simón, los sirvientes del podestà y también los miembros de  

### El hallazgo y el proceso judicial
Finalmente el domingo de Pascua, 26 de marzo, un cocinero llamado Seligman fue al sótano de Samuel a buscar agua para preparar la cena y encontró el cuerpo sin vida de Simón sumergido en el agua. El propio Samuel, acompañado por otros dos judíos, acudió al podestà para informar del descubrimiento; esa misma noche Giovanni de Salis y algunos de sus hombres recuperaron el cuerpo, y se ordenó a su sirviente Ulrich que lo llevara al hospital.  El resumen narrativo basado en los documentos del juicio, redactado en 1478-1479, omitió el hecho de que los propios judíos habían informado haber encontrado el cuerpo, afirmando únicamente que Ulrich había encontrado el cuerpo de Simón en una zanja junto a la casa de Samuel. Según los dos médicos llamados el 27 de marzo para examinar el cuerpo, la muerte se había producido no más de un día antes y no se trataba de un caso de ahogamiento; sino que había sido desangrado.
Tras el informe del descubrimiento del cuerpo, toda la comunidad judía (tanto hombres como mujeres) fue arrestada y obligada bajo tortura a confesar haber asesinado a Simón para usar su sangre a fin de preparar los panes sin levadura propios de la Pascua hebrea; una acusación muy difundida en Europa Central, conocida como «libelo de sangre». 
El pequeño cadáver de Simón fue colocado sobre un altar en la iglesia de San Pedro y comenzó a difundirse la fama de los milagros ocurridos gracias al contacto con él; la creencia en tales intervenciones divinas fortaleció la opinión común según la cual el niño había sido asesinado por enemigos de la fe cristiana. Por tanto, el proceso se inició en un clima hostil para los acusados: los jueces nombrados por Johannes Hinderbach, quienes compartían plenamente los prejuicios antijudíos de Bernardino, pretendían que los prisioneros se declarasen culpables. Estos, al principio, mantuvieron su inocencia pero, tras ser torturados, acabaron aceptando la versión de los hechos que los jueces les propusieron; tanto en lo referido a los detalles del asesinato como en el odio contra Cristo como la causa. Una mujer, llamada Bruna, resistió más que las demás el interrogatorio, pero murió bajo tortura, al tiempo que confesaba el asesinato y se declaraba arrepentida (por este motivo fue absuelta y sepultada en un cementerio cristiano). El último en ceder a la tortura fue Vitale, el granjero de Samuel, el 13 de abril. Después de esto se abandonaron otras investigaciones que podrían haber conducido a resultados diferentes; por ejemplo la responsabilidad de un tal Johannes Schweizer, acusado por los propios judíos de ser culpable del infanticidio.

### La condena
Quince de los judíos, incluido Samuel, el jefe de la comunidad, fueron condenados a muerte y quemados en la hoguera. Las mujeres judías fueron acusadas de cómplices, pero argumentaron que su género no les permitía participar en los rituales restringidos a los hombres, por lo cual fueron mantenidas en cautiverio hasta que, por intervención papal, quedaron libres en 1478. A un judío, Israel, se le permitió convertirse al cristianismo por un corto tiempo, pero fue arrestado nuevamente después de que otros judíos declarasen que había participado del séder de Pascua; tras largas sesiones de torturas, también Israel fue condenado a muerte el 19 de enero.  
La notoriedad del juicio de Trento inspiró un aumento de la violencia cristiana contra los judíos en las zonas circundantes del Véneto, Lombardía y Tirol, junto con nuevas acusaciones de asesinato ritual. Finalmente en 1486 se decretó la expulsión de todos los judíos de la región.

## El culto
A pesar de las prohibiciones pontificias, gracias al talento organizativo del príncipe obispo, el culto a Simonino pronto se extendió no sólo en Trentino sino también en los territorios vecinos, gracias también a Michele Carcano , un predicador franciscano observante dotado de una gran capacidad de oratoria, que difundió en sus prédicas el culto a Simonino, con el testimonio de la madre del niño, presentado en el territorio de Bérgamo en la primera mitad de 1476 , y posteriormente con el de un tal Giorgio, demostrado haber sido milagroso. Así fue como el propio Papa Sixto IV acabó declarando que el juicio se había desarrollado correctamente  . La Santa Sede admitió oficialmente el culto local a Simonino en 1588  y concedió una indulgencia plenaria a cualquiera que peregrinara a las reliquias en el día dedicado a Simonino. 
El 22 de febrero de 1755 la bula papal Beatus Andreas del Papa Benedicto 
Desde la iglesia de los Santos Pedro y Pablo , en la que se conservaba el cuerpo de Simonino, la devoción popular se extendió también a la zona de Brescia , donde no faltaron milagros que se le atribuían y era invocado especialmente para la protección de los niños. Además de la celebración anual en honor del beato, cada diez años se llevaba a cabo una solemne procesión por las calles de Trento, en la que se llevaba en procesión el cuerpo de Simonino y los símbolos que representaban los supuestos instrumentos de tortura que sufrió. Hasta 1965 Simonino apareció también en el Martirologio Romano que, fechado el 24 de marzo, relataba la celebración en Trento de la " pasión de San Simón, niño cruelmente masacrado por los judíos , autor de numerosos milagros ".En la Pascua judía de 1475 (domingo 21 de marzo) se encontró el cadáver mutilado de un bebé de dos años.
El obispo Hinderbach de Trento mandó encarcelar a varios judíos, y bajo tortura les hizo confesar que habían torturado, crucificado cabeza abajo, y desangrado al bebé, y utilizado su sangre para preparar sus panes de Pascua. El papa Sixto IV envió un legado que investigara el caso. Este se mostró reticente a aceptar la culpabilidad de los judíos, pero hubo de huir ante la ira del pueblo, que fue alentada por Hinderbach. Los judíos fueron declarados culpables y quemados vivos públicamente en la plaza de Trento.
En 1588 (113 años después), el papa Sixto V (1521-1590) reunió una comisión de seis cardenales, y repitió el juicio. Este tribunal también encontró culpables a los judíos.
Ese mismo año (1588), el mismo papa Sixto V permitió el culto local de Simón de Trento a raíz de su beatificación.
En 2007, un catedrático judío, el Dr. Ariel Toaff, escribió Pasque di sangue: ebrei d'Europa e omicidi rituali, donde afirmó que los judíos habían confesado algunos ritos secretos practicados por la comunidad askenazi ―como la cocción del matzo (pan ácimo de Pascua, sin levadura)― que los jueces cristianos no podrían haber conocido. Sin embargo, esta afirmación es una falacia non sequitur (el hecho de que los judíos apresados mencionaran supuestos ritos secretos bajo tortura no es evidencia).

## Culto suprimido
En 1965, en el marco del Concilio Vaticano II, el papa Pablo VI ordenó que se reexaminara el caso de Simón de Trento. Se dictaminó que las confesiones de los judíos fueron inaceptables, porque habían sido obtenidas bajo tortura. Un decreto papal prohibió el culto del niño asesinado. Sus restos fueron retirados y escondidos para evitar la reanudación de las peregrinaciones.
En 1965 el arzobispo Alessandro Gotardi, de la diócesis de Trento, declaró la inocencia de los judíos asesinados. Como resultado del decreto del arzobispo, la Congregación de Ritos del Vaticano prohibió la veneración de las reliquias del bebé, así como la celebración de misas en su nombre.
En el marco del Concilio Vaticano II, Simón de Trento fue uno de los 33 santos legendarios medievales ―como san Cristóbal, san Jorge, santo Dominguito del Val o san Valentín― cuyo culto fue suprimido del Novus Ordo católico.